# グランプレ奇襲
グランプレ奇襲（グランプレきしゅう、Raid on Grand Pré）は、ニューイングランド民兵大佐のベンジャミン・チャーチが、アン女王戦争期間中の1704年6月、フランス領アカディアに対して行った奇襲である。チャーチによる奇襲遠征の中でも最も大規模なもので、この年の2月に、フランスとインディアンの連合軍が、マサチューセッツを襲ったディアフィールド奇襲への報復として行われた。
1704年の5月25日、500人の民兵と数名のインディアンの同盟兵がボストンを発った。ペノブスコット湾とパサマクォディ湾の比較的小さな集落を襲った後、6月24日にミナス・ベイシンに到着した。有名なファンディ湾の波の高さに驚き、我を忘れつつも、ただちにグランプレを支配下に置き、3日かけて町を焼き、農耕地に巡らされていた堤防をわざと壊した。そのため農耕地には塩水があふれたが、地元のアカディア人は、奇襲隊が去った後に堤防を修理して、土地を耕作できる状態に戻した。チャーチは奇襲のための遠征を続け、ボーバサンと他の集落に襲撃を仕掛けてから、最終的に7月の下旬にボストンに戻った。

## 歴史的背景

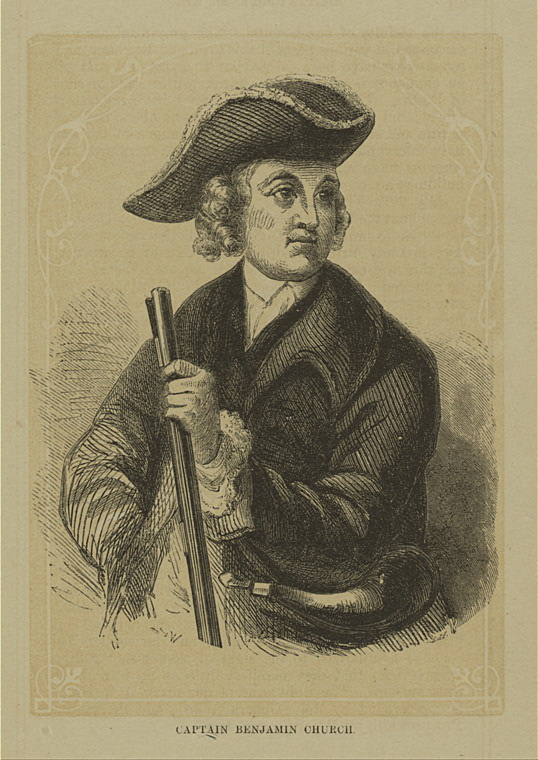
ベンジャミン・チャーチ

1702年にスペイン継承戦争（アン女王戦争）が大規模化し、イングランドが参戦したことで、北アメリカのイングランドとフランス、両国の植民地の対立をも引き起こした。イングランド領の、マサチューセッツ湾直轄植民地（現在のメインを含む）総督ジョセフ・ダドリーは、1703年の6月に、マサチューセッツとヌーベルフランスの境界地域に住んでいたアベナキ族を、確実に中立の存在にしようと目論んだ。しかしこれは失敗した。ヌーベルフランスの総督、フィリップ・ド・リゴー・ヴォードルイユは、人数でまさるイングランド相手の防御には、インディアンの助けを借りなければならないことを知っており、既にインディアンたちに戦闘の準備を勧めていた。1703年夏、フランスが仕掛けたウエルズや、イングランド領メイン沿岸部の集落への奇襲を受け、イングランド植民地の住民は、アベナキ族の村に大規模な報復の襲撃を仕掛けたが、これは成功しなかった 。この時の襲撃により、アベナキ族は、1704年、フランス主導のディアフィールド奇襲への参加を決意した。ディアフィールド襲撃は、住民の50人以上が殺され、100人以上が捕囚されると言う熾烈なもので、復讐を求める声が起こり、インディアン式ゲリラ戦術にたけた、練達の兵士ベンジャミン・チャーチが、フランス領アカディアへの遠征を申し出た。
その当時アカディアに暮らしていたのは、ファンディ湾岸とその支流に散らばって住んでいる、一連の入植者たちだった。最大の入植地で首都でもあるポートロワイヤルは、唯一の大規模な砦を持つ町でもあり、小規模な駐屯隊がこの星形要塞を守っていた。ファンディ湾上部にあるのは、ミナス盆地とカンバーランド盆地の沿岸地域で、アカディアでも有数の農業地であり、グランプレはそのミナス盆地で最も大きく、繁栄した町で、1701年には約500人がこの町に暮らしていた。ここのフランス人入植者は、堤防構築の知識があり、それを活かして沼沢地から水をはけさせ、ファンディ湾名物の、まれに見る高波（場所によっては6メートル以上）が土地に流入するのを防いだ。ボーバサンの町は、シグネクト地峡の複数の集落や、カンバーランド盆地沿岸部の集落の中でも最も大きかった。

## 遠征隊の出発

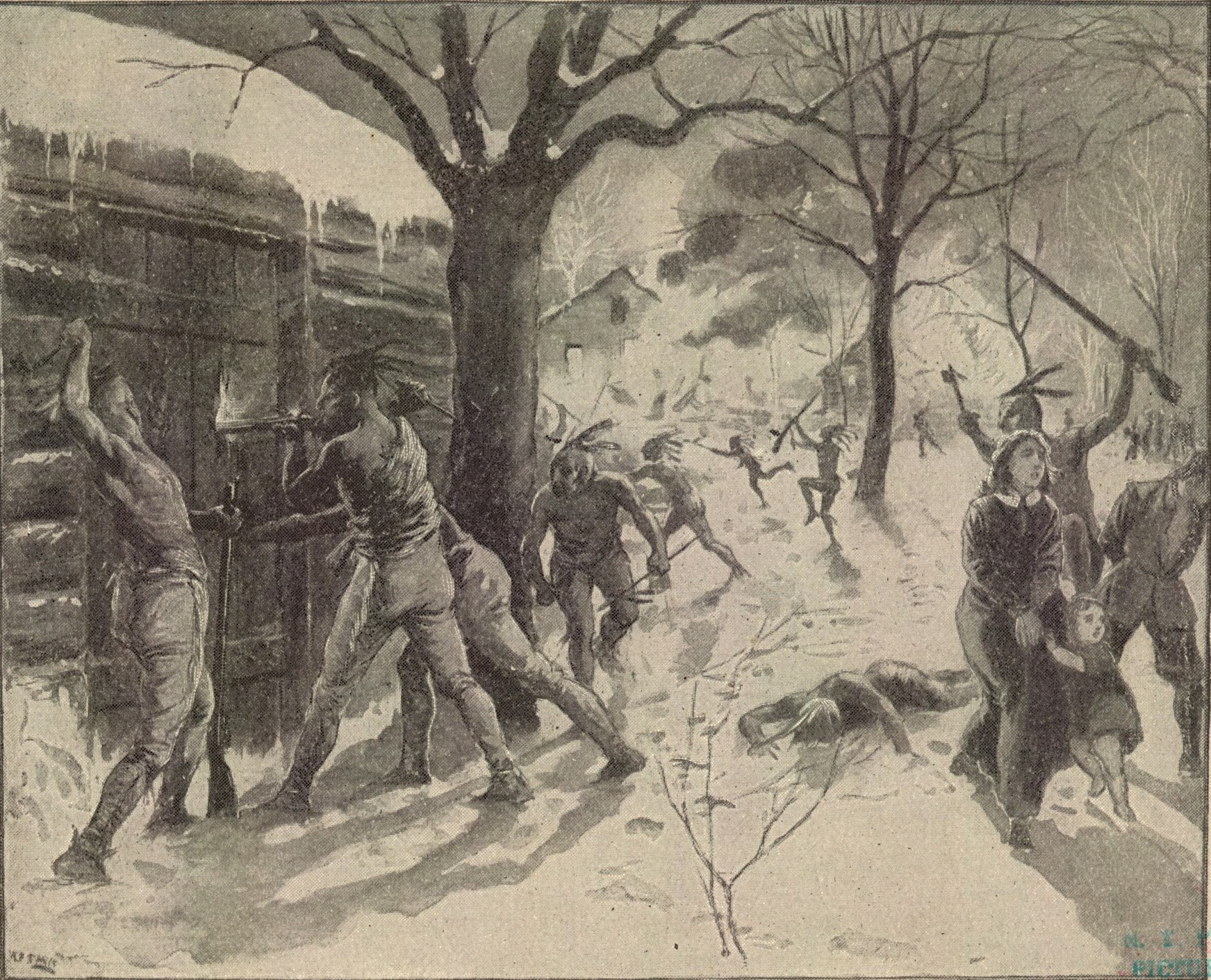
ディアフィールド奇襲。アカディア遠征はこれへの報復だった。

チャーチはウィリアム王戦争中にシグネクト奇襲を行っており、ダドリーは、この時の功績によりチャーチを大佐に任命して、カナダに連れて行かれたディアフィールドの捕虜との交換のために、アカディアから捕虜を連れて来るよう、特命を下した。この遠征はフランスへの懲らしめの意味もあった。「出来る限りの方法すべてを用いて町を焼き、敵の家や建物を壊し、穀物畑の堰堤を壊し、その他、彼らの生活を壊滅させること」 しかし、ダドリーは、チャーチにポートロワイヤルへの攻撃は許可しなかった。これについては、実行前に本国の許可が必要であることに言及した。
チャーチが編成した遠征隊は、マサチューセッツ湾岸地域の義勇兵500人に、インディアン兵が何人か混じっていた。5月15日（グレゴリオ暦では5月26日） にボストンを、14隻の輸送船と3隻の軍艦に分乗して出発した。軍艦はイングランド海軍のアドベンチャー、42門艦のジャージー、32門艦のゴスポートで、シプリアン・サウザック率いるマサチューセッツの「プロビンス・ギャラリー」が同行していた。この時チャーチは、かつて捕虜だったマリシート族のジョン・ガイルズを通訳にしていた。
遠征隊はまず、ペノブスコット湾の入り口近くにあるマウントデザート島を目指し、パンタゴ（現メイン州セントキャスティン）に奇襲を仕掛けた。ここには、フランス人貴族ジャン＝ヴァンサン・ダバディ・ド・サン＝キャスタン所有の、防御を巡らせた交易所が置かれていた。サン＝キャスタンは不在だったが、娘とその子供たちが捕虜になった。チャーチはまた、新しいフランスの入植地が、パサマクォディ湾に作られていることを知り、遠征隊を次にそちらへと向けた。現在の、ニューブランズウィック州セントスティーヴン近くの海岸に送り込まれた小隊は、民家を壊し、近くで野営していたマリシート族を襲い、一人を殺した。次にチャーチは艦隊を2分して、フランスの補給船の拿捕目的でディグビー・ガットを封鎖させ、その一方で、遠征隊の大半をグランプレに向かわせた 。6月24日、軍艦の艦長たちは、ポートロワイヤルの駐屯隊に降伏を迫り、1,700人のニューイングランド兵と「野蛮人」に正面奇襲を掛けさせると脅かした。アカディア総督のジャック＝フランソワ・ド・モンベトン・ド・ブルイヤンは、劣勢な状況下で、しかも150人の駐屯兵しかいないにもかかわらず、このはったりを見抜き、拒否した。歴史家のジョージ・ロウリクは、ダドリーが、チャーチが関与しないところで、故意に脅かしつけるように要請したのだろうと推測している。

## グランプレ

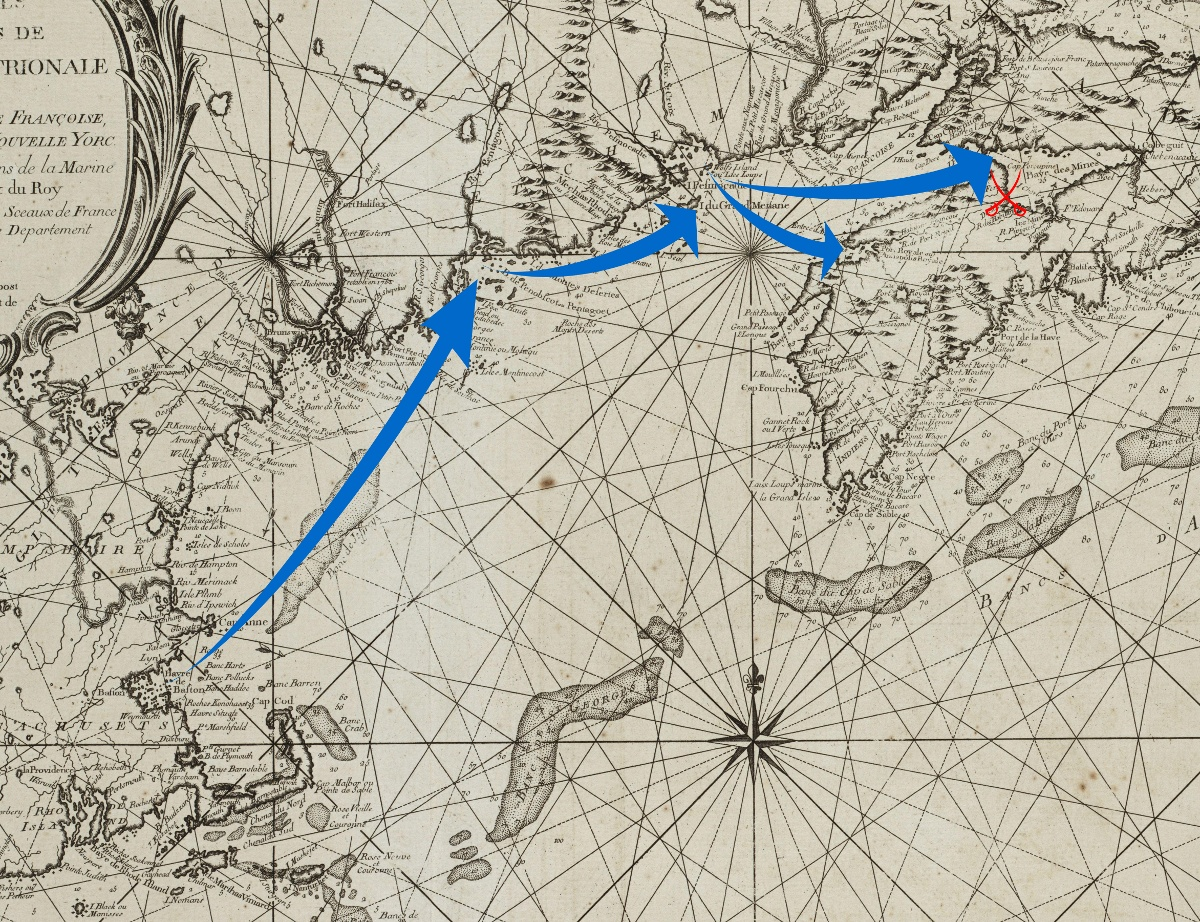
18世紀作成の地図。チャーチ率いる遠征隊の、グランプレとポートロワイヤルへの到着の経路が示されている。

この遠征に関する主な詳細は、1716年に初版が刊行された『チャーチ大佐略伝（Colonel Church in his memoirs）』による。フランスの士官がチャーチのゲリラ戦による損失をまとめたのは、もっと後になってからだった。

### 一日目：到着
1704年の6月24日（グレゴリオ暦の7月3日）、チャーチはフリゲート艦アドベンチャーでグランプレに着いた。不意打ちの機会を狙おうとして、チャーチはひそかにブート島の深い森の陰から集落に近づいた。兵たちは午後になって捕鯨船から積み荷を降ろして上陸し、すばやく集落の方に向かった。チャーチは大尉のジレスに、休戦協定の旗と完全降伏を要求する告知を持たせ、先頭に立たせた。
チャーチは、アカディア人とミクマク族に、降伏まで1時間待つと決めた。その時間までには集落に着くと予想していたが、チャーチの隊は、引潮のため流れを渡るのがかなり難しくなり、このため到着が遅れた。「20フィート（約6メートル10センチ）、あるいは30フィート（約9メートル14センチ）の深さの、泥だらけできたない水路にいくつも出くわして、兵たちは渡ることができずに船へと引き返した」
引き潮によるぬかるみで、チャーチの兵たちが立ち往生したせいで、不意打ちもできなくなり、アカディア人たちはこの機会を利用して、家畜や「大事なもの」と共にグランプレを立ち退いた。チャーチ隊は、潮が満ちるまで船で待機した。チャーチは、堤防の高さで、自分たちが隠れるよう望んだが、夜になって潮が満ち、水路の水が盛り上がったため、チャーチ隊の船を、堤防沿いの森に集まっていた地元の民兵が砲撃した。チャーチはこう言っている、アカディア兵とミクマク族は「我々に激しく砲火を浴びせた」 チャーチは自分の船に小さな砲を積んでおり、それで、岸のアカディア兵とミクマク族に対してぶどう弾を浴びせた。アカディア人たちは退却し、ミクマク族の1人が戦死して、数人が負傷した。チャーチと兵たちは朝になるまで待機を続けた。

### 二日目：住民の追放
集落を後にした翌朝、アカディア人とミクマク族は、森の中でチャーチと軍勢を待ち受けていた。チャーチの兵たちは、如何なる抵抗勢力も追い払うようにとの指示を受け、夜明けに再び集落へと出発した。アカディアの最も大きな部隊が、木々と丸太の陰から、チャーチ隊の右手の方向に火を放った。しかし火は燃え広がらず、アカディア人たちは撃退された。チャーチ隊は集落に入って略奪を始めた。何人かの兵士が、目に入った酒屋に乱入して酒を飲み始めたが、チャーチはすぐにそれをやめさせた。その日は、ニューイングランドの兵たちによる集落の破壊が続いた。チャーチが分遣した隊の報告では、60の民家と6の製粉所、多くの納屋を破壊し、納屋にいた約70頭の家畜が殺された。
ある場所で、何人かのニューイングランド兵が、すぐ近くでアカディア人たちが牛を追っているのを見つけた。チャーチは大尉のバーカーと数人の兵にあとを追わせ、細心の注意を払って進むように警告した。しかし、バーカーたちの追跡はいささか無謀に過ぎ、兵共々、集落に退却するチャーチ隊の目の前で殺された。
その夜、チャーチ隊は、丸太で砦を作りながら、教会や残りの建物を焼き払った。チャーチによれば「町のすべてが一瞬にして火に包まれたように見えた」 一軒の民家を残して、すべてが焼き払われた。

### 三日目：作物の廃棄

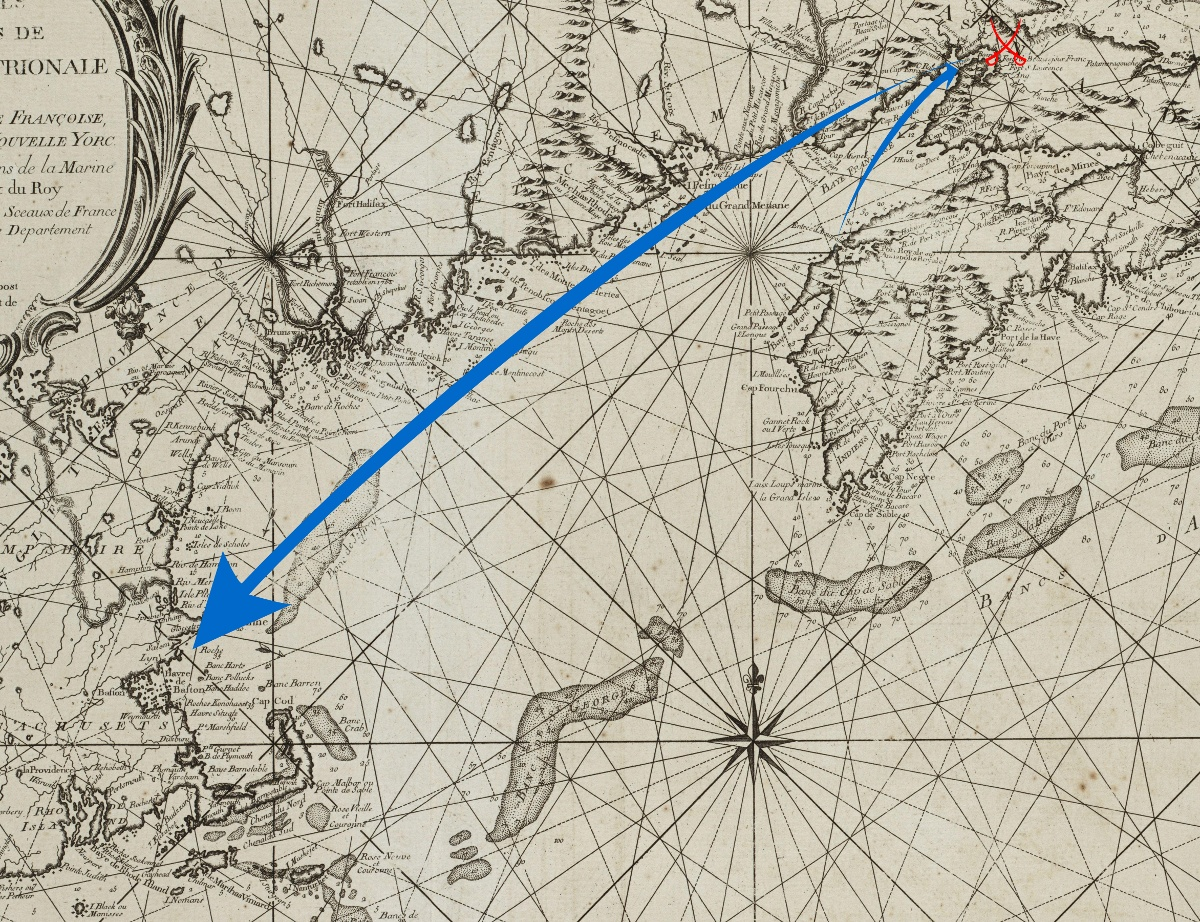
上記と同じ18世紀作成の地図。こちらでは、奇襲後のチャーチ隊の動きが示されている。

3日目の朝、チャーチは、まず堤防を壊し、そしてすべての作物を壊滅させるように命じた。7つの堤防が壊され、大部分の作物が台無しになり、200の大樽に蓄えてあった小麦も荒らされた。
アカディア人とミクマク族に、自分たちが去っていくことを印象付けるため、チャーチは兵に命じて、自分たちが前日作った砦を燃やした。それから捕鯨船と共に輸送船に乗り込んだ。その夜、何人かのアカディア人が集落に戻って来て、すぐさま堤防の修復に取りかかったが、チャーチは、こうなることを予想しており、兵を集落に引き返させて、アカディア人たちを追放させた。

## 遠征の終わり
翌日チャーチはグランプレを去り、ピジギ（現在のノバスコシア州ウィンザーとファルマス）奇襲に向かい、そこで45人のアカディア人を捕虜にした。それからポートロワイヤルに船を向けて、ここを封鎖していた艦隊と再合流した。フランス側の報告によれば、封鎖していた艦隊は、ポートロワイヤルの近くに何人かの兵を上陸させ、一軒家を幾つか焼いたり、住民を捕虜として捕まえたりした。それ以上のイングランド兵の上陸を防ぐため、総督ブルイヤンが防御を強化したとあるが、この報告以外に、この事実について触れた書物や文献はない。

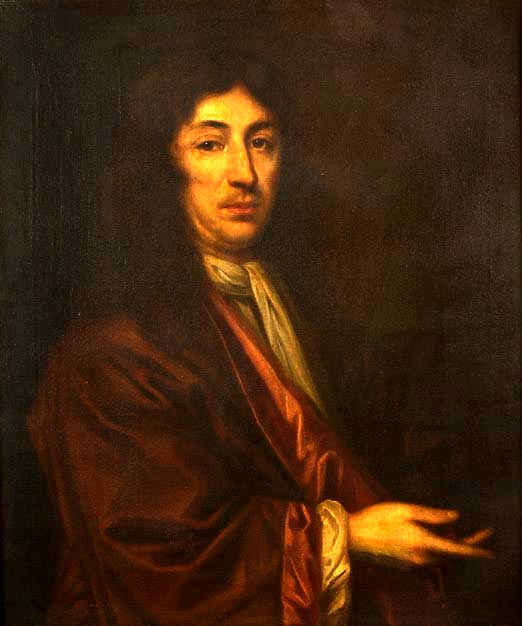
マサチューセッツ湾直轄植民地総督ジョセフ・ダドリー

艦隊と再合流したのち、チャーチは作戦会議を開いて、ポートロワイヤルに大規模な攻撃を仕掛けるかどうかを話し合った。会議では、ニューイングランド軍が「相手の戦力よりも劣る」と裁定され、「ポートロワイヤル攻撃をやめて自分たちがなすべきことをした」。チャーチ隊はファンディ湾からシグネクト地峡へと進み、ボーバサンの村を攻撃した。彼らが攻撃する前に、住民たちはイングランド軍が来ると警告されており、持ちものや、出来るだけ多くの家畜を村から移動させた。チャーチは、森に潜んでいた住民との意味のない小競り合いの後、村の民家と納屋に火を放って、100頭の牛を惨殺してから、ボストンに向けて出航した。この遠征で、チャーチはニューイングランド兵6人が戦死したと報告している。

## その後のアカディアとニューイングランド

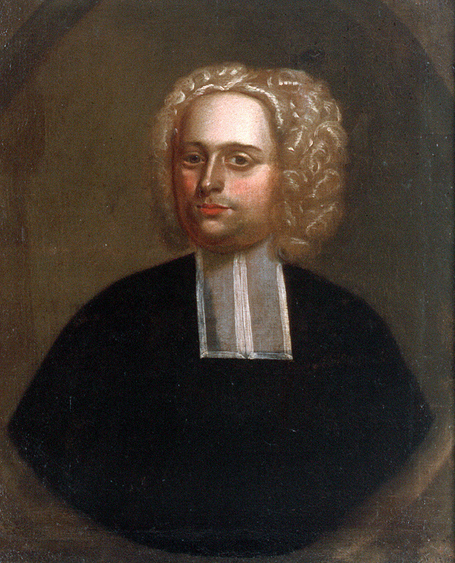
ディアフィールド奇襲で、フランス側の捕虜となった牧師ジョン・ウィリアムズとされる肖像画

チャーチが連れて来た捕虜はボストンに送られ、捕虜たちは、当初は比較的自由にボストン市内を歩くことができた。しかし、マサチューセッツ議会の議員がこれに不平を持ち出し、捕虜たちは今度はウィリアム城に監禁された。1705年と1706年とに、ディアフィールド奇襲でカナダに連行された捕虜と交換されたが、総督ダドリーが、交換の手始めに、フランスの私掠船の乗組員、ピエール・メゾネ・ディ・バティストの釈放を拒否したことから、交渉がややこしくなった。バティストは結局、ノエル・ドワロンや他の捕虜たちと共に、ディアフィールドの牧師ジョン・ウィリアムズと交換された。
チャーチの奇襲が直接もたらした効果は長続きしなかった。穀物や貯蔵食物が台無しにされたため、アカディアはその冬小麦が不足したが、大々的な食料難には至らなかった。グランプレは再建され、堤防も修復されて、1706年には十分な収穫があった。しかし奇襲の記憶は人々の中に残った。1740年代ごろまで（アカディアがイギリス領ノバスコシアになった後）は、グランプレの住民はイングランド軍の再襲来を恐れ、イギリス当局への対応には慎重であった。
ダドリーが、チャーチにポートロワイヤル攻撃の許可を与えなかったのには、政治的ななりゆきによるものだった。ダドリーは政敵から、アカディアとの密貿易による利益のため、ポートロワイヤルを保護しているとして告発されていた。この証拠不十分な申し立ては数年に及び、結局ダドリーは、彼らへの対抗策として、1707年にポートロワイヤルの包囲戦を行った。しかしこれは失敗に終わった。

### 一次出典
- Church, Benjamin; Church, Thomas (ed); Drake, Samuel Gardner (ed) (1827), The History of King Philip's War; Also of Expeditions Against the French and Indians in its Eastern Parts of New England, in the Years 1689, 1692, 1696 and 1704, Boston: Thomas B. Watt and Son, OCLC 19652576

### 二次出典
- The Acts and Resolves, Public and Private, of the Province of the Massachusetts Bay, Volume 8, Boston: Commonwealth of Massachusetts, (1895), OCLC 174120967
- Axelrod, Alan (2009), Little-Known Wars of Great and Lasting Impact, Bevery, MA: Fair Winds, ISBN 9781592333752, OCLC 316018319
- Drake, Samuel Adams (1910) [1897], The Border Wars of New England, New York: C. Scribner's Sons, OCLC 2358736
- Faragher, John Mack (2005), A Great and Noble Scheme, New York: W. W. Norton, ISBN 9780393051353, OCLC 217980421
- Grenier, John (2005), The First Way of War: American War Making on the Frontier, 1607–1814, Cambridge, UK: Cambridge University Press, ISBN 9780521845663, OCLC 218373778
- Griffiths, Naomi Elizabeth Saundaus (2005), From Migrant to Acadian: a North American Border People, 1604–1755, Montreal: McGill-Queen's University Press, ISBN 9780773526990, OCLC 180773040
- Haefeli, Evan; Sweeney, Kevin (2003), Captors and Captives: The 1704 French and Indian Raid on Deerfield, Amherst, MA: University of Massachusetts Press, ISBN 9781558495036, OCLC 493973598
- Herbin, John Frederic (1907), The History of Grand-Pré, Toronto: W. Briggs, OCLC 5107656
- Murdoch, Beamish (1865), A History of Nova-Scotia, or Acadie, Volume 1, Halifax, NS: J. Barnes, OCLC 646335
- Plank, Geoffrey (2001), An Unsettled Conquest, Philadelphia: University of Pennsylvania Press, ISBN 9780812218695, OCLC 424128960
- Rawlyk, George (1973), Nova Scotia's Massachusetts, Montreal: McGill-Queen's University Press, ISBN 9780773501423, OCLC 1371993
- Scott, Shawn and Tod, “Noel Doiron and the East Hants Acadians”, Journal of the Royal Nova Scotia Historical Society (Vol. 11, 2008)
- Weeks, Lyman Horace; Bacon, Edwin Monroe (1911), An Historical Digest of the Provincial Press, Volume 1, Boston: The Society for American, OCLC 2431645